# Ance (Francia)
Ance è un comune francese di 230 abitanti situato nel dipartimento dei Pirenei Atlantici nella regione della Nuova Aquitania.

## Geografia fisica
Il territorio comunale è attraversato dai fiumi Vert e Mielle e da alcuni loro affluenti.

### Comuni limitrofi
- Esquiule e Féas a nord
- Agnos, Asasp-Arros e Oloron-Sainte-Marie ad est
- Aramits a sud.

## Società

### Evoluzione demografica
Abitanti censiti